# Rota (Cadis)
Rota és una localitat de la província de Cadis, Andalusia, Espanya. Situada al costat de la badia de Cadis en la costa d'Oceà Atlàntic, a mig camí entre Portugal i Gibraltar, és una ciutat eminentment turística, una destinació de vacances per a viatgers procedents de tots els punts d'Europa. En temporada baixa, la seva principal activitat comercial és la indústria pesquera. En el seu terme municipal està enclavada la Base Naval de Rota.

## Història
Rota és població molt antiga, probablement va formar part de l'antiga Tartesi, i als voltants de la qual es va descobrir a principis del segle xx restes romanes, com un mosaic, un altar gentílic, monedes, lacrimatoris i altres. A l'època àrab va tenir considerable importància i es va anomenar Rabita-Ruta, nom que es va trobar després en l'actual. Va estar tancada de muralles, de les quals es conserven alguns trossos, franquejada per quatre arcs, situats als quatre punts cardinals, nominats de la Vila, de la Carnisseria o Porta de Sanlucar, del Moll i de la Porta de Jerez, dels quals va desaparèixer aquest últim per efecte dels avenços del mar sobre la població.
Sotmesa al rei Ferran IV, va caure novament en poder de la morisca, sent reconquistada per Alfons X el Savi en 1264, qui la va repartir entre els cavallers i homes d'armes que el seguien, segons consta del privilegi concedit als 300 pobladors de la vila de Cadis, segellat a Sevilla el 30 de març de 1265. En 1295 va ser cedida aquesta vila, juntament amb tota la terra d'aquesta costa, entre el Guadalquivir i el Guadalete, per Sanç IV el Bravo a Alonso Pérez de Guzmán (Guzmán El Bueno), alcalde de Tarifa, en premi de la seva heroica gesta, passant per diverses successions i entroncaments matrimonials als comtes d'Arcos i, posteriorment, als ducs d'Osuna pel casament de Pedro Alcántara Tellez Girón i Pacheco amb la senyora Maria María Josefa Pimentel duquessa de Benavent.
Al castell abans esmentat es van allotjar els Reis Catòlics amb motiu de la visita que van fer a Rodrigo Ponce de León, tercer comte d'Arcos, que va ser nomenat per aquells amb el títol de duc de Cadis, celebrant-se a causa de tan faust esdeveniment justes i festes de bous a la plaça de l'església pels cavallers que acompanyaven els reis. En ell va néixer, el 26 d'agost de 1528, Luis Cristobal Ponce de León, duc d'Arcos, i la senyora María Téllez Girón, segons consta de la partida baptismal que es conserva a l'arxiu d'aquesta església, on també existeix la de la mort de aquesta senyora, ocorregut el 14 de setembre del mateix any.
Pròxim a la total ruïna en què es trobava, fou adquirit pel marquès de Sant Marcial, que el reformà, convertint-lo en una esplèndida mansió d'estiu. Existeix en aquesta vila una bateria o fort denominat del duc de Nájera, per haver estat aquest general l'iniciador d'ella. Rota va ser saquejada el 1702 per l'exèrcit anglo-neerlandès, aliat de l'arxiduc d'Àustria.